# Bondan
Bondan is een bestuurslaag in het regentschap Indramayu van de provincie West-Java, Indonesië. Bondan telt 5649 inwoners (volkstelling 2010).